# Letteguives
Letteguives es una localidad y comuna francesa situada en la región de Alta Normandía, departamento de Eure, en el distrito de Les Andelys y cantón de Fleury-sur-Andelle.

## Demografía
| 117 | 133 | 110 | 164 | 187 | 184 |
| Para los censos de 1962 a 1999 la población legal corresponde a la población sin duplicidades (Fuente: INSEE [Consultar]) |     |     |     |     |     |

## Lugares de interés
- Castillo de Bosc-Ourcel del siglo XVIII.
- Iglesia de Saint-Martin, con nave y coro del siglo XII, absidiola del siglo XVII, fue restaurada en el siglo XVIII.